# Nina Englich
Nina Englich (* 18. April 1976 in Bochum) ist eine ehemalige deutsche Ringerin. Sie war Europameisterin 1996 und 1998 in den Gewichtsklassen bis 70 kg bzw. 75 kg Körpergewicht (KG).

## Werdegang
Nina Englich stammt aus einer Ringerfamilie. Vater Detlef war mehrfacher deutscher Polizeimeister und Angehöriger der Bundesligastaffel des KSV Witten, Bruder Mirko gewann bei den Olympischen Sommerspielen 2008 in Peking eine Silbermedaille im griechisch-römischen Stil im Halbschwergewicht.
Nina Englich begann als Kind in Dortmund-Dorstfeld 1982 mit dem Turnen. Sie entwickelte sich dabei als Jugendliche zu einer hervorragenden Turnerin auf Gau- und Landesebene und nahm auch bei den deutschen Kunstturn-Einzelmeisterschaften der Jugend teil. 1989 begann sie auch mit dem Ringen und bestritt noch in diesem Jahr erste Wettkämpfe. 1991 gab sie das Turnen auf, weil sie dafür mit 1,72 Metern zu groß geworden war und konzentrierte sich ganz auf das Ringen. Sie startete für den KSV 07 Witten. Ihre Trainer waren Andreas Ehnert, Bodo Lukowski und die Bundestrainer Jörg Helmdach und Jürgen Scheibe.
Bereits 1991 gelangen ihr bei einigen internationalen und nationalen Turnieren Siege oder gute Platzierungen. 1992 belegte sie bei der intern. deutschen Jugendmeisterschaft in der Klasse bis 60 kg KG hinter Sandra Gronert, BRD, einen guten 2. Platz vor der Französin Veronique Acker.
1993 begann dann auch ihre internationale Karriere. Sie wurde in diesem Jahr bei der Junioren-Weltmeisterschaft in Götzis/Österreich Vize-Weltmeisterin in der Klasse bis 65 kg KG hinter der Französin Doris Blind und vor Olga Leschewa aus Russland. Sie gewann in diesem Jahr auch noch ein Weltcup-Turnier in Phönix, Arizona, in der gleichen Gewichtsklasse.
Im Jahre 1994 wurde Nina Englich deutsche Juniorenmeisterin in der Klasse bis 70 kg KG vor Annika Oertli aus Hallbergmoos und wurde in Großostheim intern. deutsche Meisterin der Aktiven vor der Tschechin Edita Suchomleva. Dazu gewann sie Turniere in Göteborg und Klippan. Sie wurde dann auch erstmals bei einer großen internationalen Meisterschaft der Aktiven, der Weltmeisterschaft in Sofia eingesetzt und erreichte dort einen sehr guten 5. Platz in der Klasse bis 70 kg KG.
1995 wurde Nina Englich erstmals deutsche Meisterin bei den Aktiven in der Gewichtsklasse bis 70 kg KG. Sie siegte auch bei der intern. deutschen Meisterschaft in Ückerath vor Lise Golliot und Monika Lebek, aus Polen. Bei der Weltmeisterschaft dieses Jahres in Moskau gelang ihr dann der erste Medaillengewinn. Sie kam hinter Lise Golliot und Elmira Kurbanowa aus Russland, aber noch vor Christine Nordhagen aus Kanada, die sie klar auspunktete (7:1 techn. Punkte) auf den 3. Platz und gewann damit die Bronzemedaille. Das war der erste Medaillengewinn einer deutschen Ringerin bei einer internationalen Meisterschaft der Aktiven überhaupt.
Im Jahre 1996 wurde sie in der Gewichtsklasse bis 75 kg KG wieder deutsche Meisterin. Bei der intern. deutschen Meisterschaft in Hanau unterlag sie im Finale gegen Christine Nordhagen und belegte den 2. Platz. Dafür trumpfte sie bei der Europameisterschaft in Oslo auf, denn sie wurde dort vor Ewgenia Ossipenk aus Russland und Lise Golliot Europameisterin in der Klasse bis 70 kg KG.
Sehr erfolgreich verlief auch das Jahr 1997 für Nina Englich. Sie wurde in der Gewichtsklasse bis 75 kg KG wieder deutsche Meisterin und kam bei der intern. deutschen Meisterschaft in Gütersloh in der gleichen Gewichtsklasse auf den 3. Platz. Bei der Europameisterschaft in Warschau startete sie in der Klasse bis 68 kg KG und kam hinter Doris Blind und Anna Udyn aus Polen auf den 3. Platz. Eine Bronzemedaille gewann sie dann auch bei der Weltmeisterschaft in Clermont-Ferrand hinter Christine Nordhagen und Sandra Bacher aus den Vereinigten Staaten, aber noch vor Yayoi Urano aus Japan und Nina Strasser aus Österreich.
1998 gewann Nina Englich in Bratislava zum zweiten Mal den Europameistertitel in der Klasse bis 75 kg KG. Sie siegte vor Tatjana Kormanitskaja aus der Ukraine und Monika Kowalska aus Polen. Bei der Weltmeisterschaft dieses Jahres in Posen verfehlte sie mit einem 4. Platz knapp eine Medaille, dabei unterlag sie im Halbfinale gegen Kristie Stenglein-Marano aus den Vereinigten Staaten nach Punkten und wurde im Kampf um die Bronzemedaille von der Polin Edyta Witkowska sogar geschultert.
1999 hielt sich Nina Englich, die ein Jurastudium betrieb, für zwei Semester in Almería auf und unterbrach für diese Zeit ihre Sportkarriere.
Im Jahre 2000 wurde sie aber wieder deutsche Meisterin in der Klasse bis 75 kg KG und startete auch bei der Europameisterschaft in Budapest, wo sie den 9. Platz belegte und bei der Weltmeisterschaft in Sofia, wo sie nach zwei Siegen wieder an der Polin Edyta Witkowska scheiterte und den 5. Platz belegte.
2001 musste sich Nina Englich bei der deutschen Meisterschaft in der Klasse bis 68 kg KG dem aufstrebenden Talent Anita Schätzle aus Mühlenbach geschlagen geben und wurde nur deutsche Vizemeisterin. Sie gewann aber sowohl bei der Europameisterschaft in Budapest als auch bei der Weltmeisterschaft in Sofia jeweils die Bronzemedaille. Bei beiden Veranstaltungen wäre sogar mehr für sie möglich gewesen, aber in Budapest verlor sie umstritten gegen die Russin Swetlana Martynenko nach Punkten (2:3 techn. Punkte) und bei der Weltmeisterschaft in Sofia verlor sie im Halbfinale gegen die Chinesin Ma Beiling sehr unglücklich. Im Kampf um die Bronzemedaille gelang ihr in Sofia gegen die mehrfache Weltmeisterin Kyoko Hamaguchi aus Japan nach 3:14 Minuten ein sensationeller Schultersieg.
Im Jahre 2002 wurde Nina Englich wieder deutsche Meisterin in der Klasse bis 72 kg KG. Auch bei der Europameisterschaft in Seinäjoki in Finnland konnte sie voll überzeugen. Sie gewann dort ihre ersten drei Kämpfe und unterlag erst im Finale wieder gegen Swetlana Martynenko. Danach konnte Nina Englich wegen der Vorbereitungen für das Staatsexamen als Juristin keine weiteren Wettkämpfe mehr bestreiten, trainierte aber, wenn auch stark reduziert weiter.
Im Jahre 2003 legte sie im April ihr juristisches Staatsexamen ab und wollte dann wieder voll in ihren Sport einsteigen, zumal Ringen im Jahre 2004 erstmals auf dem olympischen Programm stand. Sie war nach ihrem Staatsexamen im April 2003 in die Bundeswehr eingetreten und wollte sich in der Sportförderkompanie in Bruchsal gezielt auf ihre weiteren Wettkämpfe vorbereiten. Leider kam es nicht mehr dazu, denn es stellte sich heraus, dass sie aufgrund einer Nackenverletzung, die sie bei der Weltmeisterschaft 2003 erlitten hatte, nicht mehr ringen kann. Schweren Herzens musste sie daraufhin ihren Rücktritt vom Leistungssport bekannt geben.
Sie ist heute als juristische Assistentin bei der Kreishandwerkerschaft Ennepe-Ruhr in Witten tätig.

## Internationale Erfolge
| Jahr | Platz | Wettbewerb                                  | Gewichtsklasse | |
| 1992 | 2.    | Intern. deutsche Meistersch. (Jun.)         | bis 60 kg KG   | hinter Sandra Gronert, BRD u. vor Veronique Acker, Frankreich                                                                                             |
| 1993 | 3.    | Turnier in Großostheim                      | bis 65 kg KG   | hinter Sonja Yli-Kärppä, Schweden u. Britt Oli Olsson, Norwegen, vor Susanna Alaiso u. Barbro Johansson, bde. Schweden                                    |
| 1993 | 2.    | Junioren-WM in Götzis/Österreich            | bis 65 kg KG   | hinter Doris Blind, Frankreich, vor Olga Leschowa, Russland, Olga Schostak, Ukraine u. Natilie Zengriffinen, Schweiz                                      |
| 1994 | 1.    | Turnier in Klippan                          | bis 70 kg KG   | vor Agnija Murawska, Lettland, Evangelia Nikoaou, Griechenland u. Duitstelingue Yannick, Frankreich                                                       |
| 1994 | 1.    | Intern. Turnier in Großostheim              | bis 70 kg KG   | vor Edita Suchomelowa, Tschechien |
| 1994 | 5.    | WM in Sofia                                 | bis 70 kg KG   | hinter Christine Nordhagen, Kanada, Elmira Kurbanowa, Russland, Mihiko Miyazaki, Japan u. Tatjana Karmanitskaja, Ukraine, vor Pawlina Ziolkowska, Polen   |
| 1995 | 3.    | Turnier in Klippan                          | bis 70 kg KG   | hinter Lise Golliot, Frankreich u. Susanne Stübner, Deutschland                                                                                           |
| 1995 | 1.    | Intern. deutsche Meisterschaft in Ückerath  | bis 70 kg KG   | vor Lise Golliot u. Monika Lebek, Polen |
| 1995 | 3.    | WM in Moskau                                | bis 70 kg KG   | hinter Lise Golliot u. Elmira Kurbanowa, vor Christine Nordhagen u. Li Sha Ling, Taiwan                                                                   |
| 1996 | 2.    | Intern. deutsche Meisterschaft in Hanau     | bis 75 kg KG   | hinter Christine Nordhagen u. vor Gloria Hoog, Deutschland                                                                                                |
| 1996 | 1.    | EM in Oslo                                  | bis 70 kg KG   | vor Ewgenia Ossipenko, Russland, Lise Golliot u. Dessislawa Mladen, Bulgarien                                                                             |
| 1996 | 5.    | WM in Sofia                                 | bis 70 kg KG   | hinter Christine Nordhagen, Galina Iwanow, Bulgarien u. Lise Golliot-Legrand                                                                              |
| 1997 | 1.    | Turnier in Klippan                          | bis 68 kg KG   | vor Lene Barlie, Norwegen u. Lise Legrand |
| 1997 | 3.    | EM in Warschau                              | bis 68 kg KG   | hinter Doris Blind u. Anna Udyn, Polen, vor Nina Strasser, Österreich u. Galina Iwanow                                                                    |
| 1997 | 3.    | WM in Clermont-Ferrand                      | bis 68 kg KG   | hinter Christine Nordhagen u. Sandra Bacher, USA, vor Yayoi Urano, Japan u. Nina Strasser                                                                 |
| 1997 | 3.    | Intern. deutsche Meisterschaft in Gütersloh | bis 75 kg KG   | hinter Daniela Reisinger u. Nicole Hettich, bde. Deutschland                                                                                              |
| 1998 | 1.    | EM in Bratislava                            | bis 75 kg KG   | vor Tatjana Kormanitskaja, Ukraine u. Monika Kowalski, Polen u. Zumrod Kurbangadischewa, Russland                                                         |
| 1998 | 4.    | WM in Posen                                 | bis 75 kg KG   | hinter Kyoko Hamaguchi, Japan, Kristie Marano, USA u. Edyta Witkowska, Polen, vor Sumrud Gurbanhadschijewa                                                |
| 2000 | 9.    | EM in Budapest                              | bis 75 kg KG   | Siegerin: Tatjana Kormanitskaja vor Edyta Wirkowsaka u. Zarife Yildirim, Türkei                                                                           |
| 2000 | 5.    | WM in Sofia                                 | bis 75 kg KG   | mit Siegen über Heidi Martti, Finnland u. Marcela Carias, El Salvador u. einer Niederlage gegen Edyta Witkowska                                           |
| 2001 | 3.    | EM in Budapest                              | bis 75 kg KG   | mit Siegen über Inga C. Alenius, Schweden und Tatjana Kormanitskaja, einer Niederlage gegen Swetlana Martynenko, Russland u. einem Sieg über Heidi Martti |
| 2001 | 3.    | WM in Sofia                                 | bis 75 kg KG   | mit Siegen über Ohenewa Akuffo, Kanada u. Sumrud Gurbanhadschijewa, einer Niederlage gegen Ma Beiling, China u. einem Sieg über Kyoko Hamaguchi, Japan    |
| 2002 | 2.    | EM in Seinäjoki/Finnland                    | bis 72 kg KG   | mit Siegen über Maider Unda Gonzales de Audicana, Spanien, Inga C. Alenius u. Swetlana Sajenko, Ukraine u. einer Niederlage gegen Swetlana Martinenko     |

## Deutsche Meisterschaften
- 1994, 1. Platz (Juniorinnen), bis 70 kg KG, vor Annika Oertli, Hallbergmoos u. Rita Esser, Heimbach,
- 1995, 1. Platz, bis 70 kg KG, vor Gabi Mayr, Kempten (Allgäu) u. Rita Esser,
- 1996, 1. Platz, bis 75 kg KG, vor Gloria Hoog, Freiburg u. Ramona DiMicco, Pfungstadt,
- 1997, 1. Platz, bis 75 kg KG, vor Daniela Reisinger, Weiher u. Nicole Hettich, Freiburg,
- 1998, 1. Platz, bis 75 kg KG, vor Nicole Hettich u. Jasmin Kreindl, Kornwestheim,
- 2000, 1. Platz, bis 75 kg KG, vor Anja Trautmann, Großostheim u. Manuela Zielke, Plauen,
- 2001, 2. Platz, bis 68 kg KG, hinter Anita Schätzle, Mühlenbach u. vor Stefanie Sutter, Weitenau,
- 2002, 1. Platz, bis 72 kg KG, vor Evelyn Lamczek, Ückerath u. Christine Breuer, Heusweiler